# Požarevacký mír
Požarevacký mír byl uzavřen dne 21. července 1718 mezi Rakouskem a Osmanskou říší. Ukončil tak dva roky trvající válku mezi oběma státy. Mír byl uzavřen na pahorku v blízkosti města Požarevace u Bělehradu; mírovou dohodu stvrdil turecký sultán Ahmed III. s rakouským císařem Karlem VI. a zástupci Benátské republiky.

## Předchozí události
Turci v dvouleté válce s Rakouskem prohráli; Evžen Savojský vtrhl do Banátu a osvobodil Bělehrad. Turci také ztratili Srem a drobné území v Bosně. Mírová smlouva reflektovala výsledek války. Územní ztráty po uzavření míru proto zaznamenala Osmanská říše, která ztratila Temešský Banát, západní část Valašska a na dalších 20 let i severní část dnešního Srbska. Srbsko bylo obnovené jako království v omezeném územním rozsahu. Benátská republika získala více vlivu na albánském pobřeží a na Jónských ostrovech. Osmanské říši bylo garantováno území v oblasti dnešního Řecka, které získala v bojích s Benátčany.